# ADP-ribozilargininska hidrolaza
ADP-ribozilargininska hidrolaza (EC 3.2.2.19, enzim razlaganja ADP-riboza-L-arginina, Nomega-(ADP--ribozil)--arginin ADP-ribozilhidrolaza, protein-omega-N-(ADP-D-ribozil)--arginin ADP-ribozilhidrolaza) je enzim sa sistematskim imenom protein-Nomega-(ADP--ribozil)-L-arginin ADP-ribozilhidrolaza. Ovaj enzim katalizuje sledeću hemijsku reakciju
(1) protein-omega-(ADP--ribozil)--arginin + 2O {\displaystyle \rightleftharpoons } ADP-riboza + protein-L-arginin
(2) omega-(ADP--ribozil)--arginin + 2O {\displaystyle \rightleftharpoons } ADP-riboza + L-arginin
Ovaj enzim uklanja ADP-ribozu sa argininskih ostataka u ADP-ribozilisanim proteinima.

## Literatura
- Nicholas C. Price; Lewis Stevens (1999). Fundamentals of Enzymology: The Cell and Molecular Biology of Catalytic Proteins (Third изд.). USA: Oxford University Press. ISBN 019850229X.
- Eric J. Toone (2006). Advances in Enzymology and Related Areas of Molecular Biology, Protein Evolution (Volume 75 изд.). Wiley-Interscience. ISBN 0471205036.
- Branden C; Tooze J. Introduction to Protein Structure. New York, NY: Garland Publishing. ISBN 0-8153-2305-0.
- Irwin H. Segel. Enzyme Kinetics: Behavior and Analysis of Rapid Equilibrium and Steady-State Enzyme Systems (Book 44 изд.). Wiley Classics Library. ISBN 0471303097.

## Spoljašnje veze
- (protein+ADP-ribosylarginine)+hydrolase на 